# Закон Дарси
Закон Дарси (Анри Дарси, 1856) — закон фильтрации жидкостей и газов в пористой среде. Исторически закон был получен А.Дарси экспериментально, но может быть получен с помощью осреднения уравнений Навье – Стокса, описывающих течение в масштабе пор (в настоящее время имеются доказательства для пористых сред с периодической и случайной микроструктурой). Выражает зависимость скорости фильтрации флюида от градиента напора:
{\displaystyle {\vec {u}}=-k{\vec {I}},}
где: {\displaystyle {\vec {u}}} — скорость фильтрации, {\displaystyle k} — коэффициент фильтрации, {\displaystyle {\vec {I}}} — градиент напора.

## В теоретической гидродинамике
В фундаментальной механике сплошных сред при изучении течений жидкостей и газов в пористой среде широко применяется дифференциальная форма закона Дарси (здесь приведён для движения в поле тяжести):
{\displaystyle {\vec {u}}=-{\frac {K}{\eta }}\nabla \left(\rho gz+P\right),}
где {\displaystyle P} — внешнее давление, {\displaystyle \rho } — плотность флюида, {\displaystyle \eta } — его динамическая вязкость, {\displaystyle g} — ускорение свободного падения, {\displaystyle z} — вертикальная координата, {\displaystyle K} — коэффициент проницаемости.

### Уравнение баланса сил
Закон Дарси можно представить в виде уравнения баланса сил:
{\displaystyle -\nabla P-{\frac {\eta }{K}}{\vec {u}}+\rho {\vec {f}}=0,}
где {\displaystyle {\vec {f}}} — поле внешних сил, {\displaystyle \eta } — динамическая вязкость жидкости или газа, {\displaystyle K=\eta k/\rho g} — коэффициент проницаемости. Коэффициент проницаемости характеризует способность пористой среды к пропусканию флюида.
Полная система уравнений фильтрации несжимаемой жидкости также включает условие несжимаемости:
{\displaystyle -\nabla P-{\frac {\eta }{K}}{\vec {u}}+\rho {\vec {f}}=0,}
{\displaystyle \operatorname {div} {\vec {u}}=0.}
Необходимым граничным условием для данной модели на твёрдых поверхностях является только условие непроницаемости.

### Потенциальная форма закона
При постоянном коэффициенте проницаемости поле скорости фильтрации имеет скалярный потенциал, что позволяет переписать систему уравнений фильтрации в форме уравнения Лапласа:
{\displaystyle {\vec {u}}=-k\nabla h,\quad \Rightarrow \quad \exists \quad \Phi =kh,}
где {\displaystyle h} — напор.
Уравнение Лапласа с граничным условием вытекает из условия несжимаемости:
{\displaystyle \Delta \Phi =0,}
{\displaystyle \left.{\frac {\partial \Phi }{\partial n}}\right|_{S}=\left.\left({\vec {n}}\cdot \nabla \Phi \right)\right|_{S}=0,}
где {\displaystyle {\vec {n}}} — вектор нормали к поверхности. Граничным условием на твёрдых поверхностях является условие равенства нулю нормальной компоненты градиента {\displaystyle \Phi }.
В принципе, во всех приведённых выше уравнениях поле массовых сил и градиента давления могут быть объединены, что сведётся к простой перенормировке давления.

## Область применимости закона Дарси
Закон Дарси примени́м для фильтрации жидкостей, подчиняющихся закону вязкого трения Ньютона (закону Навье — Стокса). Для фильтрации неньютоновских жидкостей (например, некоторых нефтей) связь между градиентом давления и скоростью фильтрации может быть нелинейной или вообще неалгебраической (например, дифференциальной).
Для ньютоновских жидкостей область применения закона Дарси ограничивается малыми скоростями фильтрации (числа Рейнольдса, рассчитанные по характерному размеру пор, меньше или порядка единицы). При бо́льших скоростях зависимость между градиентом давления и скоростью фильтрации нелинейна (хорошее совпадение с экспериментальными данными даёт квадратичная зависимость — закон фильтрации Форхгеймера, установленный в 1901 году).

## Единицы измерения
Единицей проницаемости в СИ является квадратный метр. В практических приложениях в качестве единицы часто используется дарси (1 Д ≈ 10-12 м²).